# Баборувко
Баборувко (пол. Baborówko, нім. Hartschütz) — село в Польщі, у гміні Шамотули Шамотульського повіту Великопольського воєводства.
Населення — 491 особа (2011).

## Демографія
Демографічна структура станом на 31 березня 2011 року:
|          | Загалом | Допрацездатний вік | Працездатний вік | Постпрацездатний вік |
| -------- | ------- | ------------------ | ---------------- | -------------------- |
| Чоловіки | 241     | 54                 | 166              | 21                   |
| Жінки    | 250     | 48                 | 158              | 44                   |
| Разом    | 491     | 102                | 324              | 65                   |